# او-۳۹۲
زیردریایی یو-۳۹۲ (به انگلیسی: German submarine U-392) یک زیردریایی بود که طول آن ۶۷٫۱ متر (۲۲۰ فوت ۲ اینچ) بود. این زیردریایی در سال ۱۹۴۳ ساخته شد.